# Arkæolog
En arkæolog beskæftiger sig med arkæologi og fortrinsvis spor efter menneskets kulturelle eller håndværksmæssige virke, alt sammen på grundlag af materielle fund. Tidligere end 1800-tallet havde arkæologi en lidt anden betydning, hvilket også afspejles i det danske ord oldgransker.
I Danmark er fagarkæologer fortrinsvis ansat på statsanerkendte museer, hvor de beskæftiger sig med indsamling, registrering, bevaring, forskning og formidling af den materielle kultur fra oldtid, middelalder og renæssance. Et mindre antal er også ansat på Aarhus Universitet og Københavns Universitet, i statsforvaltningen samt som konsulenter i det private erhvervsliv. 
En amatørarkæolog har ingen formel uddannelse, og praktiserer arkæologi på hobbyplan. Nogen gange i samarbejde med de arkæologiske museer, og er ofte organiseret i amatørarkæologiske foreninger. 

## Uddannelse
Man kan studere arkæologi på universitetet. I Danmark kan der studeres forhistorisk arkæologi og klassisk arkæologi på Aarhus Universitet eller Københavns Universitet, mens middealderarkæologi kun udbydes på Aarhus Universitet og nærorientalsk arkæologi kun tilbydes som kandidatuddannelse på Carsten Niebuhr Afdelingen ved Københavns Universitet. Ligeledes kan studiet biologisk antropologi involvere arkæologi. Det er et suppleringsfag for humaniorastuderende ved Syddansk Universitet.
 Indtil 2017 udbød Aalborg Universitet en kandidatuddannelse i marinearkæologi i Esbjerg. 

## Eksempler på arkæologer
| Navn          | Opdagelse/udgravning                              | År                |
| ------------- | ------------------------------------------------- | ----------------- |
| Howard Carter | KV62, som er Tut Ankh Amons grav i Kongernes Dal. | 26. november 1922 |

### Fiktive arkæologer
- Indiana Jones,  USA
- Lara Croft,  Storbritannien
- Daniel Jackson, USA